# Mon cousin Vinny
Pour plus de détails, voir Fiche technique et Distribution.
Mon cousin Vinny est un film de procès américain réalisé par Jonathan Lynn en 1992.

## Synopsis
Billy Gambini et Stan Rothenstein sont partis rejoindre leur université en Californie en traversant les États-Unis. À la suite d'une méprise, ils sont accusés de meurtre et arrêtés en Alabama. Comme avocat, Billy fait appel à son cousin Vinny. Vinny n’a jamais plaidé pour qui que ce soit et le procès de son cousin lui donne l’occasion de faire ses premières armes. Accompagné de Lisa, sa petite amie à la langue bien pendue, Vinny débarque au tribunal et multiplie les gaffes.
L'avocat démonte les trois témoignages oculaires qui identifiaient formellement les deux accusés. Puis il finit par obtenir un non-lieu en se basant sur les traces de pneus laissées par la voiture des deux meurtriers, démontrant qu'elles n'ont pas pu être laissées par la voiture des deux accusés. Enfin, une autre voiture semblable à celle des accusés mais dont les traces de pneus correspondent est retrouvée, avec un pistolet dont le calibre correspond aux balles qui ont tué la victime.

## Fiche technique
- Titre original : My Cousin Vinny
- Réalisation : Jonathan Lynn
- Scénario : Dale Launer
- Musique : Randy Edelman
- Producteurs : Dale Launer et Paul Schiff (en)
- Directeur de la photographie : Peter Deming
- Montage : Tony Lombardo et Stephen E. Rivkin
- Distribution des rôles : David Rubin
- Création des décors : Victoria Paul
- Direction artistique : Michael Rizzo et Rando Schmook
- Décorateur de plateau : Michael Seirton
- Création des costumes :  Carol Wood
- Distribution : Twentieth Century Fox
- Dates et lieux de tournage : du 11 février au 22 avril 1991 en Géorgie
- Budget : 11 millions de dollars
- Pays :  États-Unis
- Format : 1.85:1 - 35mm - couleur - son Dolby SR
- Genre : comédie
- Durée : 120 minutes
- Dates de sortie en salles : 
  -  États-Unis : 13 mars 1992
  -  France : 20 mai 1992

## Production
Bien que l'histoire du film est censée se dérouler dans le comté de Beechum en Alabama, il a été principalement tourné dans la ville de Monticello, située dans le comté de Jasper en Géorgie.

## Distribution
- Joe Pesci (VF : Michel Mella) : Vincent « Vinny » LaGuardia Gambini
- Marisa Tomei (VF : Laurence Crouzet) : Mona Lisa Vito
- Ralph Macchio (VF : Alexandre Gillet) : Billy Gambini
- Mitchell Whitfield (VF : Élie Semoun) : Stan Rothenstein
- Lane Smith (VF : Roland Ménard) : le procureur Jim Trotter III
- Fred Gwynne (VF : Jean Michaud) : le juge Chamberlain Haller
- Austin Pendleton : John Gibbons
- Bruce McGill (VF : Vincent Grass) : le shérif Farley
- Maury Chaykin (VF : Jean-Claude Sachot) : Sam Tipton
- Paulene Myers : Constance Riley
- Raynor Scheine : Bernie Crane
- James Rebhorn (VF : Jean-Pierre Leroux) : George Wilbur
- Chris Ellis : J.T.
- Michael Simpson : Neckbrace
- Lou Walker : Grits Cook

## Distinctions
- Oscar du meilleur second rôle féminin pour Marisa Tomei.

## Autour du film
- Il s'agit du dernier rôle au cinéma de l'acteur Fred Gwynne, décédé d'un cancer du pancréas en 1993.